# Аридея
Ариде́я (греч. Αριδαία) — малый город в Греции. Административный центр общины Алмопия в периферийной единице Пела в периферии Центральная Македония. Расположен на высоте 127 м над уровнем моря. Население 6561 человек по переписи 2011 года.
Славянское название города — Суботско (макед. С’ботско). До 1922 года город назывался Субоскон (греч. Σούμποσκον), в 1922 году (ΦΕΚ 41Β) переименован в город Ардея (Αρδέα), в 1951 году (ΦΕΚ 129Α) Ардея переименована в Аридею.

## Сообщество Аридея
Сообщество Субоскон (Κοινότητα Σουμπόσκου) создано в 1918 году (ΦΕΚ 152Α), в 1922 году (ΦΕΚ 41Β) переименовано в сообщество Ардея (Κοινότητα Αρδέας), в 1951 году (ΦΕΚ 129Α) Ардея переименована в Аридею (Κοινότητα Αριδαίας). В сообщество входит деревня Идрея. Население 7057 человек по переписи 2011 года. Площадь 15,036 квадратных километров.
| Населённый пункт | Население (2011), человек |
| ---------------- | ------------------------- |
| Аридея           | 6561                      |
| Идрея            | 496                       |

## Население
| Год  | Население, человек |
| ---- | ------------------ |
| 1991 | 4679               |
| 2001 | 5725               |
| 2011 | ↗ 6561             |